# Винамп
Винамп (изворно Winamp) је софтвер за преслушавање mp3 датотека. Може се користити и као уређај за пуштање музичких компакт-дискова. Такође има и подршку за приказ Windows Media формата. Окружење је анимирано и лако за коришћење. Винамп има могућност активирања разних проширења помоћу којих се може побољшати функционалност програма. Популарности овог програма доприносе и могућност репродукције DivX и MPEG филмова, бољи уређај за кодирање као и додатак за снимање компакт-дискова. Аутор Винампа је Џастин Франкел.